# تشيف جونز
تشيف جونز هو لاعب هوكي جليد كندي، ولد في 1880 في رنفرو ‏ في كندا، وتوفي في 30 أكتوبر 1959.